# Simmesport
Simmesport är en kommun (town) i Avoyelles Parish i Louisiana. Vid 2010 års folkräkning hade Simmesport 2 161 invånare.

## Kända personer från Simmesport
- Norma McCorvey, aktivist
- Joe Simon, musiker